# 챈 로메로
챈 로메로(Chan Romero, 본명: 로버트 리 로메로, 본명 영어: Robert Lee Romero, 1941년 7월 7일~2024년 4월 21일)는 미국의 로큰롤 가수, 작사가, 작곡가이다.
1958년 가수로 첫 데뷔하였다. 대한민국에서는 1959년에 큰 히트를 거둔 《Hippy hippy shake》라는 곡의 오리지널 원곡 가수, 유명한 로큰롤 팝 가수로 널리 잘 알려져 있다.